# Dobrinka Tabakova
Dobrinka Tabakova (bulgarisch Добринка Табакова; * 1980 in Plovdiv, Bulgarien) ist eine britisch-bulgarische Komponistin.

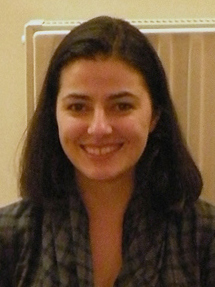
Dobrinka Tabakova

## Biografisches
Dobrinka Tabakova stammt aus einer musikbegeisterten Akademikerfamilie. 1991 zog sie mit ihrer Familie nach London, wo sie an der Alleyn's School und an der Royal Academy of Music Junior Klavier, Dirigieren und Komposition studierte. Sie nahm an Sommer-Kursen am Centre Acanthes in Frankreich und an den Konservatorien in Prag und Mailand teil und erhielt ihr Kompositionsdiplom an der Guildhall School of Music and Drama in London. 2007 promovierte sie im Fach Komposition am King’s College London. Zu ihren Kompositionslehrern zählen unter anderen Iannis Xenakis, Alexander Goehr und  Philippe Manoury.
Dobrinka Tabakova war Composer in Residence am Oxford Chamber Music Festival, Leicester International Chamber Music Festival und am Utrecht International Chamber Music Festival. Sie wurde als Gastkomponistin zu den Spectrum Concerts nach Berlin eingeladen und 2010 zum Musicarama Festival nach Hong Kong.
Die Uraufführung ihres Werks Sublime Dreams of Living Machines durch den Stuttgarter Philharmoniker und Ksenija Sidorova fand im Mai 2025 im Rahmen des Bodenseefestivals in Weingarten statt.

## Auszeichnungen
- Mit 14 Jahren gewann Dobrinka Tabakova den Jean-Frederic-Perrenond Preis des 4. internationalen Musikwettbewerbs in Wien
- 1999 den GSMD Lutoslawski Composition Prize
- und 2007 für den Gesangszyklus Sonnets to Sundry Notes of Music den Adam Prize of King’s College London[1]
- 2017 Composer in residence des BBC Concert Orchestra[2]

## Werke (Auswahl)
Orchesterwerke
- Concerto for Viola and Strings (2004)
- Schuberts Arpeggione, arrangiert für Viola und Streichorchester  (2004)
- Suite im Alten Stil für Viola, Streicher und Cembalo (2004)
- Sonnets to Sundry Notes of Music für Sopran und Orchester (2006/7)
- Konzert für Cello und Streicher (2008)
- Konzert  für Viola and Streicher (2008)
- Sun Tryptich für Solovioline, Cello und Streicher (2007–09)
- Konzert für Klavier und Orchester (2010)
- Fantasie homage to Schubert für Streichorchester (2013)
- Sublime Dreams of Living Machines. Concert for Accordeon and Orchestra (2025)

Kammermusik
- Modetudes für Klavier (1998)
- Pirin für Viola (2000)
- Whispered Lullaby für Viola und Klavier (2004)[3]
- Nocturne für Klavier solo (2008)
- Suite in Jazz Style für Viola und Klavier (2008)
- Diptych für Orgel (2009)
- Highland Pastorale Streichquartett (2019)[4]
- The smile of the flamboyant Quartet (2019)
- Ear of Grain Streichquartett 2022
- Stone Trail Klavierquintett 2023

Oper
- The Custard Tart, Kammeroper in 1 Akt (2003). Uraufführung anläßlich der Profile Intermedia

## Diskografie (Auswahl)
- String Paths, ECM Records, 2013
- Frozen River Flows, ECM Records 2013
- The English Anthem, Hypericon Records, u. a. m. D. Tabakova 2004
- Dobrinka Tabakova: Kynance Cove, On the South Downs, and Works for Choir, Regent REGCD530, 2019